# Žaliakalnis
Žaliakalnis (u doslovnom prijevodu: "Zeleno brdo") je predjel u Kaunasu u Litvi.
Ima status starostva (litvanski: seniūnija).
Smješten je sjeverno od starog dijela grada, između rijeka Vilija i Girstupis. 
Jedno je od najvećih stambenih područja u gradu.

## Povijest
Žaliakalnis je postao dijelom Kaunasa 1919. godine, kada je bio privremenim glavnim gradom.
Od 1922. godine je počelo se s aktivnim planiranjem širenja Kaunasa, te je bio potreban opći plan. Inženjer M. Frandsen iz Danske je bio za ovaj plan.
U njegovom projektu, Žaliakalnis je bio vrlo važnim dijelom Kaunasa, gdje bi sva uprava trebala biti premještena. 
Na koncu, ovo se nije dogodilo, iako je predjel postao omiljenim vrlo brzo i brojne arhitektonski suvremene stambene građevine se od tad napravilo. 
U razdoblju od 1924. do 1925. godine, više od 300 građevinskih površina je bilo napravljeno i prodano.
Prema planu, razne ulice su trebale biti obogaćene s brojnim zasađenim raznolikim drvećem, i ostavljen je prostor za vrtlove.
Do 1940. godine, sve kuće su bile izgrađene, i samo nekoliko gradilišnih površina je ostalo praznima.

## Značajna mjesta
U Žaliakalnisu se nalazi park Ąžuolynas, u kojem se nalaze hrastovi zasađeni stoljećima prije. Isti park je najveći hrastov gaj u cijeloj Europi (63 hektara). Neki dijelovi tog parka su izdvojeni i nose imena Vytautas Park i Dainų slėnis. 

U Žaliakalnisu se nalazi više športskih i obrazovnih ustanova:
- Kauno Technologijos Universitetas (Kaunaško tehnološko sveučilište) kampus
- Litvanska akademija za tjelesni odgoj
- Kauno sporto halė (kaunaška športska dvorana)
- stadion S.Dariaus ir S.Girėno